# The Garden (álbum de Zero 7)
The Garden é o terceiro álbum de estúdio do Zero 7. Foi lançado na Inglaterra em 22 de maio de 2006 e nos Estados Unidos em 6 de junho, 2006.
A canção "Futures", com participação nos vocais de José González, foi lançada em 13 de Março, 2006 como um single e também disponibilizado para download. Uma versão estendida da "Seeing Things" e "Dreaming", com Sia Furler nos vocais, foram incluídas como B-sides.
"Throw It All Away" foi lançado como segundo single, em 15 de maio, 2006. "Thistles" (com Furler nos vocaiss) e "Inaminute" (instrumental) foram incluídas como B-sides.
The Garden foi produzido por Sam Hardaker e Henry Binns, mixado por Phill Brown. Com vocais de José González (em "Futures", "Left Behind", "Today" e "Crosses"), Sia Furler (em "Throw It All Away", "The Pageant of the Bizarre", "You're My Flame", "This Fine Social Scene", "If I Can't Have You", e "Waiting to Die") e Henry Binns. 

## Lista de canções
1. "Futures" – 3:51
2. "Throw It All Away" – 5:22
3. "Seeing Things" – 5:11
4. "The Pageant of the Bizarre" – 4:23
5. "You're My Flame" – 3:17
6. "Left Behind" – 1:17
7. "Today" – 4:05
8. "This Fine Social Scene" – 4:29
9. "Your Place" – 6:03
10. "If I Can't Have You" – 3:24
11. "Crosses" – 6:41
12. "Waiting to Die" – 3:39

### Bônus iTunes
1. "Dreaming" (iTunes bonus track) – 3:24
2. "Inaminute" (iTunes bonus track) – 4:58
3. "Futures" [Acoustic version] (iTunes bonus track) – 2:37

## Singles
Os seguintes singles do álbum foram lançados na Inglaterra (UK) e Europa (EU)

### "Futures" (13 de março2006)
- UK CD single  ATUK045CD

1. Futures (Radio Edit)  3.29
2. Futures (Metronomy Remix)

- UK 7" single  ATUK026

1. Futures
2. Dreaming

- UK 12" single  ATUK026T

1. Futures
2. Seeing Things (Extended Version)

- UK 12" single  ATUK045T

1. Futures (Rub N' Tug Remix)
2. Futures (Metronomy Remix)
3. Futures (Al Usher Instrumental Mix)

- EU 12" single  SAM 01171

1. Futures (Radio Edit)  3.29

### "Throw It All Away" (15 de maio2006)
- UK CD single  ATUK028CD

1. Throw It All Away
2. Thistles
3. Inaminute

- UK 7" single  ATUK028

1. Throw It All Away
2. Inaminute

- UK 12" single  ATUK028T

1. Throw It All Away
2. Thistles
3. Inaminute

- UK CD promo  PRO 15815

1. Throw It All Away (Radio Edit)  4.01

### "You're My Flame" (24 de Julho2006)
- UK CD single  ATUK036CD

1. You're My Flame  3.17
2. You're My Flame (Dabrye Remix)  3.13

- UK 7" single  ATUK036

1. You're My Flame  3.17
2. You're My Flame (Blunt Laser Remix)  4.35

- UK 12" single  ATUK036T

1. You're My Flame (Justus Kohncke Vox Mix)  7.35
2. You're My Flame (Justus Kohncke Disko Dub)  8.44
3. You're My Flame  3.17
4. You're My Flame (Dabyre Remix)  3.12

- US CD promo  PRCD 302345

1. You're My Flame  3.17
2. You're My Flame (Blunt Laser Remix)  4.35
3. You're My Flame (Dabrye Remix)  3.12
4. You're My Flame (Justus Kohncke Vox Mix)  7.35
5. You're My Flame (Justus Kohncke Disko Dub)  8.44

### "Faixas bônus THE GARDEN"
- US CD promo  STCD-302254

1. Thistles
2. Inaminute
3. Seeing Things (Extended Version)